# Amanda Brugel
Amanda Brugel est une actrice canadienne née le 24 mars 1978 à Pointe-Claire au Québec.

## Biographie
En 1999, Amanda Brugel fait ses débuts en tant qu'actrice au sein du téléfilm dramatique Vendetta, aux côtés de Christopher Walken. En 2000, elle obtient un rôle dans A Diva's Christmas Carol, un film de Noël. Elle fait ses débuts dans les longs métrages dans le film d'horreur Jason X en 2001, puis en 2007, elle joue Emma dans le téléfilm d'horreur Kaw. 
En 2013, elle reçoit les honneurs de la critique pour son rôle de Vanessa dans le film comédie Sex After Kids. Pour cette performance, elle reçoit un Prix ACTRA récompensant la performance remarquable d'une actrice et se trouve nommée pour un Canadian Comedy Award. De 2013 à 2014, elle joue le rôle de Michelle Krasnoff dans la série comique Seed.
En 2016, elle apparaît dans Sucide Squad. La même année, elle commence un rôle de personnage récurrent, la Pasteur Nina Gomez, dans la série comique Kim's Convenience, pour lequel elle obtient deux Canadian Screen Awards, au titre de la meilleure performance en tant qu'invitée. En 2017, elle apparaît dans le film dramatique Kodachrome, sur Netflix.
Depuis 2017, elle joue le rôle de Rita, dans la série dystopique The Handmaid's Tale : La Servante écarlate, produite par Hulu et basée sur le roman éponyme. En tant que membre du casting de la série, elle reçoit trois nominations pour le Screen Actors Guild Award au titre d'une performance remarquable par un ensemble dans une série dramatique.
En 2020, Amanda Brugel participe en tant que panéliste à la compétition télévisuelle Canada Reads (en). Elle défend avec succès l'autobiographie de Samra Habib, We Have Always Been Here, qui remporte le concours.

## Engagement social
En plus de sa carrière artistique, Amanda Brugel est également connue pour son engagement envers des causes sociales importantes. Elle est une défenseure active des droits des femmes, de l'égalité des sexes et de la justice sociale. Elle utilise sa notoriété pour attirer l'attention sur des questions telles que la violence domestique et le féminisme.

## Récompenses et reconnaissances
Amanda Brugel a été reconnue pour son talent en tant qu'actrice. Elle a remporté des prix et a été nommée à plusieurs reprises pour son travail, notamment pour son rôle dans "The Handmaid's Tale". Sa présence à l'écran et sa capacité à donner vie à des personnages variés lui ont valu une place respectée dans l'industrie du divertissement.
Amanda Brugel est une actrice polyvalente qui continue d'élargir sa filmographie et de faire entendre sa voix sur des questions importantes en dehors de l'écran. Elle est une figure respectée dans l'industrie du cinéma et de la télévision et continue de captiver les téléspectateurs par sa performance et son engagement.

## Filmographie

### Cinéma
- 2001 : Jason X : Geko
- 2002 : Jack et Ella : Elizabeth
- 2007 : Kaw : Emma
- 2009 : The Death of Alice Blue : Amanda
- 2013 : Sex After Kids : Vanessa
- 2013 : The Boy Who Smells Like Fish : l'infirmière
- 2014 : Maps to the Stars : l'intervieweuse de Star Channel
- 2014 : The Calling : Officier Vongarner
- 2015 : Room : Officier Parker
- 2016 : Suicide Squad : un membre du conseil national de sécurité
- 2016 : Sadie's Last Days on Earth : le professeur de détention
- 2017 : Kodachrome : le médecin
- 2020 : Becky de Jonathan Millot et Cary Murnion : Kayla
- 2020 : Like a House on Fire de Jesse Noah Klein : Audrey
- 2020 : The Education of Fredrick Fitzell de Christopher MacBride : Evelyn
- 2020 : Sugar Daddy de Wendy Morgan : Nancy
- 2022 : Ashgrove de Jeremy LaLonde : Jennifer
- 2023 : Infinity Pool de Brandon Cronenberg : Jennifer
- 2023 : Year of the Fox de Megan Griffiths : Aya

### Télévision
- 1999 : Vendetta : la jeune fille à la lanterne rouge
- 2003 : This Time Around : Abby
- 2004 : Méthode Zoé : Evelyn (1 épisode)
- 2004 : Doc : Sheree (1 épisode)
- 2004 : Cyclone, catégorie 6 : Le Choc des tempêtes : Leslie Singer
- 2005 : Kevin Hill : Leanne Wheeden (1 épisode)
- 2005 : The Newsroom : une infirmière (1 épisode)
- 2005 : Kojak : Theresa (1 épisode)
- 2006 : Les Leçons de Josh : Toula (1 épisode)
- 2007 : Des fleurs en hiver : Lupe
- 2008 : M.V.P. : Megan Chandler (8 épisodes)
- 2008 : Bienvenue à Paradise Falls : Lynnie Jordan (4 épisodes)
- 2012 : The Firm : Sonia Swain (3 épisodes)
- 2012 : Saving Hope, au-delà de la médecine : Lisa Rundel (1 épisode)
- 2012 : Flashpoint : Trish (1 épisode)
- 2013 : Warehouse 13 : Amy (1 épisode)
- 2013 : Nikita : Janet Malcolm (1 épisode)
- 2013-2014 : Seed : Michelle Krasnoff (26 épisodes)
- 2014 : Covert Affairs : Olivia (5 épisodes)
- 2015 : Dark Matter : Keeley (2 épisodes)
- 2015 : Orphan Black : Marci Coates (5 épisodes)
- 2016 : Eyewitness : Sita Petronelli (6 épisodes)
- 2016 -2021 : Kim's Convenience : Pasteur Nina Gomez (23 épisodes)
- 2017-2022 : The Handmaid's Tale : La Servante écarlate : Rita (35 épisodes)
- 2018 : Workin' Moms : Sonia (Saison 2)
- 2019-2020 : Dare Me : Faith Hanlon (7 épisodes)
- 2020-2021 : Snowpiercer : Eugenia (6 épisodes)
- 2021 : Canadian Film Fest Presented by Super Channel : Nancy (segment Sugar Daddy)
- 2021-2022 : Pretty Hard Cases : Karina Duff (5 épisodes)
- 2023 : Parish : Sœur Anne